# Turnaround (musikalbum)
Turnaround är ett studioalbum av den Irländska musikgruppen Westlife. Det gavs ut den 24 november 2003 och innehåller 13 låtar.

## Låtlista
| Nr  | Titel                    | Längd |
| --- | ------------------------ | ----- |
| 1.  | Mandy                    | 3:19  |
| 2.  | Hey Whatever             | 3:29  |
| 3.  | Heal                     | 3:07  |
| 4.  | Obvious                  | 3:30  |
| 5.  | When a Woman Loves a Man | 3:37  |
| 6.  | On My Shoulder           | 3:57  |
| 7.  | Turn Around              | 4:21  |
| 8.  | I Did It for You         | 3:31  |
| 9.  | Thank You                | 4:02  |
| 10. | To Be With You           | 3:20  |
| 11. | Home                     | 4:05  |
| 12. | Lost In You              | 3:36  |
| 13. | What Do They Know?       | 3:17  |

## Listplaceringar
| Lista              | Topplacering |
| ------------------ | ------------ |
| Belgien (Flandern) | 78           |
| Danmark            | 4            |
| Nederländerna      | 33           |
| Norge              | 37           |
| Nya Zeeland        | 42           |
| Schweiz            | 24           |
| Sverige            | 5            |
| Österrike          | 42           |